# Zdeněk Eichenmann
Zdeněk Eichenmann (29. března 1967, Kladno) je bývalý lední hokejista, hráč kladenského hokeje.
Momentálně je trenérem rakouského týmu EC Virgen, s kterým v sezonách 2017/2018 a 2022/2023 vyhrál korutanskou ligu.

## Kariéra
Lední hokej začal hrát od brzkého mládí, začal již v roce 1974. Celou svoji mládežnickou kariéru prožil v mužstvech PZ Kladno a HC Kladno. Na soupisce kladenského seniorského mužstva pak byl od sezony 1984.
Po dobu své základní vojenské služby (1987 - 1989) hrál hokej za Duklu Trenčín. V týmu se sešel s hráči jako je Vladimír Růžička st., Dušan Gregor, Robert Kron, Zdeno Cíger, Jaromír Látal, Jiří Látal, Ladislav Blažek, Jiří Hamal a další. Po ukončení vojenské služby se vrátil do mužstva Hc Poldi Kladno.
V sezonách 1990/1991 a 1991/1992 se poprvé ujal role kapitána v Kladně, poté však přestoupil do HC Olomouc. A právě s tímto mužstvem slavil v sezoně 1993/94, tedy v první sezoně samostatné české extraligy, mistrovský titul. V Olomouci vydržel ještě následující dvě sezony, tedy sezonu 94/95 a 95/96, v obou těchto sezonách byl na Hané kapitánem.
Poté se vrátil opět do Kladna, kde v sezoně 1996/1997 působil jako kapitán a zářil jako střední útočník v tehdy elitní formaci Eichnmann-Eiselt-Svoboda. Mužstvo pod vedením Jana Novotného a Lubomíra Bauera skončilo 6. místě, což bylo vzhledem k mladému a převážně nezkušenému kádru velice nečekané, dokonce to bylo na dlouhou dobu nejlepší umístění Kladna v extralize.
V následující sezoně však Kladno ztratilo finančního partnera POLDI SONP, který zkrachoval. Tím se tým ještě více oslabil a v počátku sezony s97/98 se mu vůbec nedařilo. Jan Novotný se snažil všemožně řešit krizovou situaci, dokonce roztrhl Eichenmannovu formaci a v zájmu nového impulsu jmenoval kapitánem dalšího kladenského odchovance Josefa Zajíce. Kladno však 18 zápasů v řadě nebodovalo, což znamenalo pád na poslední příčku tabulky. Vedení zareagovalo a Jan Novotný byl odvolán. Novým trenérem se stal zkušený Zdeněk Šindler, který dal první pětku opět dohromady a znovu jmenoval kapitánem Zdeňka Eichenmanna. A právě jejich formace a zkušenosti trenéra Zdeňka Šindlera nejvíce přispěly k záchraně Kladna v extralize.
Před sezonou 1998/99 však odešel útočník Václav Eiselt, tím se nejvíce prosperující formace rozpadla definitivně. Kladno nezačalo špatně, v září pak vážně onemocněl trenér Zdeněk Šindler, týmu se dočasně ujal Otakar Vejvoda (starší). Trvající zdravotní problémy pak Šindlera přiměli k rezignaci na funkci hlavního trenéra, u mužstva tak zůstal právě Otakar Vejvoda st., kterého však vedení hned v následující sezoně odvolalo a nahradilo Eduardem Novákem. V obou těchto sezonách však Kladno převážnou část sezony obsazovalo poslední příčku tabulky a vždy v poslední chvíli uniklo baráži.
Zdeněk Eichenmann vydržel v potápějícím se Kladně do konce sezony 1999/2000. Mužstvo bylo v krizi, z toho pramenili neshody hráčů s trenéry a vedením, nakonec i neshody přímo mezi hráči. Ty pak pravděpodobně stály za odchodem Zdeňka Eichenmanna z Kladna. Nutno podotknout, že se tak pro něj stalo právě včas - v následujícím ročníku Kladno sestoupilo z nejvyšší soutěže.
Zdeněk se po ukončení kariéry v Kladně vydal do zahraničí.
V sezoně 2000/01 a 2001/02 hrál za EV Regensburg, se kterým v prvním roce postoupil do 2. nejvyšší německé soutěže. Sešel se zde i s kladenským Davidem Čermákem a legendou českého hokeje Jiřím Lálou. Podstatnou část jeho působení v Regensburgu nastupoval pod původně českým trenérem Jiřím Ehrenbergerem.
Následně hrál 2 roky ve finském Hocky Kajany. Sezonu 2004/2005 započal v Berouně, poté odešel do německého FC Halle. V sezoně 2005/2006 a 2006/2007 hrál za HC Řisuty. Aktivní kariéru zakončil čtyřletým působením v Rakousku, kde oblékal dres alpského Hubenu, hrál zde do konce sezony 2009/2010.
Od sezony 2011/12 se pak v Rakousku přesunul k práci trenéra, vede HC Virgen. V sezoně 2017/2018 s týmem vyhrál rakouskou korutanskou ligu.
Ani v současnosti však na hokej nezanevřel. Pravidelně se objevuje v českém výběru OLD BOYS FROM CZECH REPUBLIK. Hraje zde po boku takových velikánů jako je Milan Nový, Vladimír Kameš, Drahomír Kadlec, Jan Neliba a mnoho dalších skvělých hokejistů. Tento výběr trénuje Jan Havel.
Zdeněk Eichenmann je bezesporu kladenským srdcařem. Za Kladno odehrál podstatnou část své hokejové kariéry, celkem v dresu paní Poldi sehrál 567 utkání a vstřelil 151 branek.